# Tomasz Zdebel
Tomasz Zdebel (Katowice, 25 mei 1973) is een Duits-Poolse voetballer (middenvelder) die sinds 2010 voor de 2. Bundesliga vereniging Alemannia Aachen uitkomt.

## Clubcarrière
Zdebel begon zijn carrière bij Rot-Weiss Essen in 1990. In 1993 kwam hij in de Bundesliga terecht, bij FC Köln. Daar bleef hij tot 1997, waarna hij naar Belgisch landskampioen K. Lierse SK vertrok. Met Lierse won hij in 1999 de Beker van België en de Supercup, in 2001 won hij met Gençlerbirligi de Turkse beker. Vanaf 2003 speelt Zdebel opnieuw in Duitsland, bij Bochum. In 2009 verliet hij Bochum voor Bayer 04 Leverkusen.

## Interlandcarrière
Zdebel speelde in de periode 2000-2003 veertien wedstrijden voor het Poolse nationale team. Hij maakte zijn debuut voor de nationale ploeg op woensdag 29 maart 2000 in het vriendschappelijke thuisduel tegen Hongarije (0-0).

## Erelijst
K. Lierse SK
- Belgisch bekerwinnaar

1999
 Gençlerbirligi
- Turks bekerwinnaar

2001
 VfL Bochum
- 2. Bundesliga

2006